# Pyrausta marginepunctalis
Pyrausta marginepunctalis là một loài bướm đêm trong họ Crambidae.